# Moraleja de Sayago
Moraleja de Sayago is een gemeente in de Spaanse provincie Zamora in de regio Castilië en León met een oppervlakte van 33,70 km². Moraleja de Sayago telt 249 inwoners (1 januari 2016).

## Demografische ontwikkeling
Bron: INE, 1857-2011: volkstellingen
Opm.: In 1857 werd de gemeente Santaren aangehecht